# キルキス (戦艦)

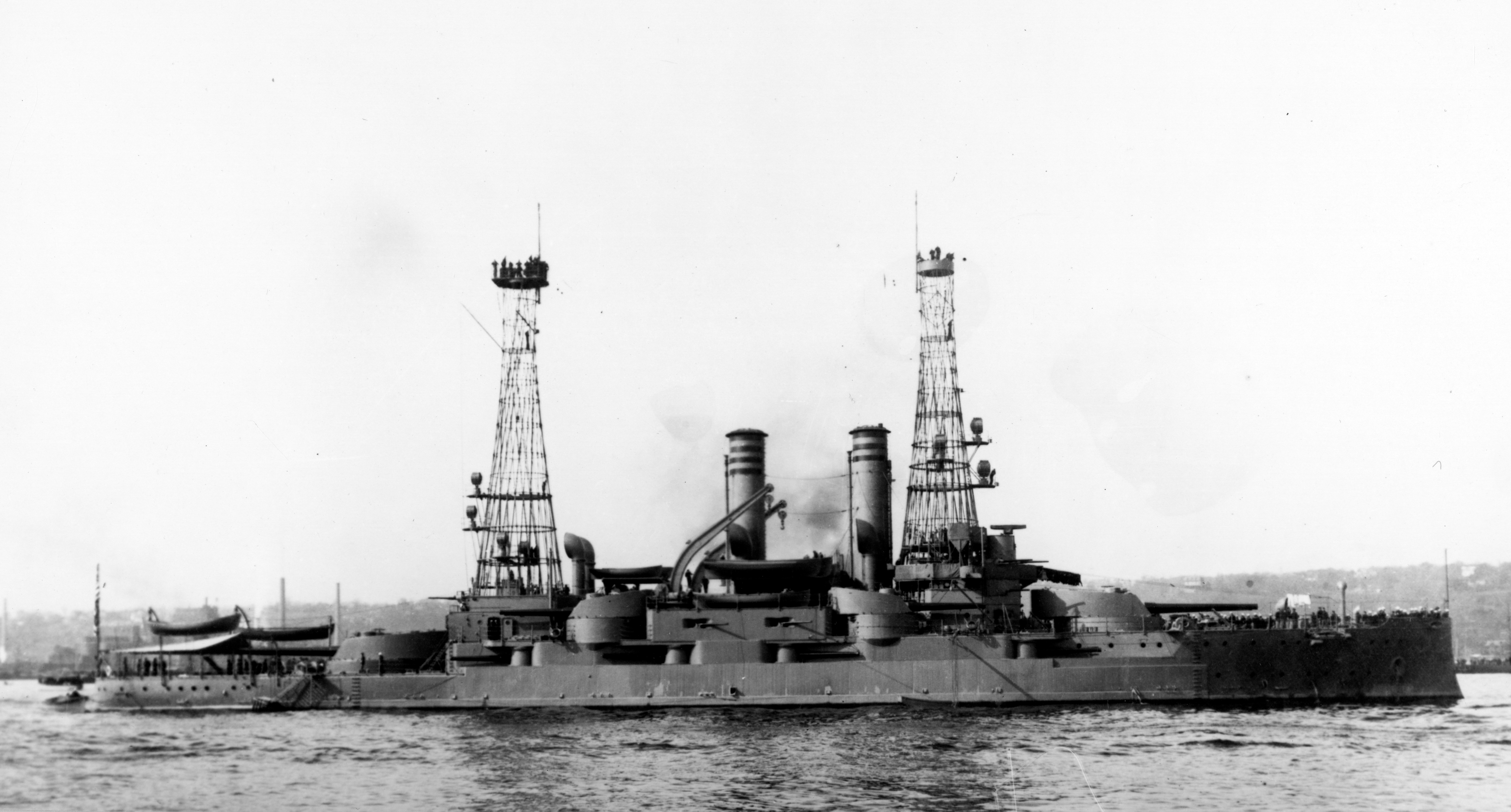
戦艦キルキス

キルキス（ギリシャ語:Κιλκίς、英語:Kilkis）はギリシャのキルキス級戦艦（ミシシッピ級戦艦）で、艦名は第2次バルカン戦争中の戦いに由来する。

## 艦歴
1903年にアメリカ海軍の戦艦として進水し、1908年から1914年までミシシッピ(USS Mississippi, BB-23)としてアメリカ海軍に所属していた。1914年にミシシッピ級の2隻はアメリカからギリシャへ売却された。アメリカはこの2隻を売却した代金を戦艦アイダホの建造に充てた。1914年7月後半にヴァージニア州ニューポートニューズで引き渡された。
1916年に第一次世界大戦でのギリシャの中立のため他のギリシャ海軍の艦艇と共にフランスに抑留された。1917年6月にギリシャは連合軍側で参戦し、フランスは両戦艦をギリシャ海軍に引渡した。
1919年のロシア白軍支援の連合軍のクリミア遠征や、希土戦争に参加した。キルキスは1932年までギリシャ海軍で現役であったが、1935年に練習艦となり、第二次世界大戦でのドイツ軍のギリシャ侵攻で1941年4月23日にサラミス海峡でドイツ軍の急降下爆撃機によって沈められた。残骸は1950年代に引き揚げられスクラップにされた。